# ITF Women's Circuit gennaio-marzo 2013
Questo è il calendario completo degli eventi ITF femminili svoltisi tra gennaio e marzo 2013, con i risultati in progressione dai quarti di finale.

## Legenda
| Torneo da $100.000 |
| Torneo da $75.000  |
| Torneo da $50.000  |
| Torneo da $25.000  |
| Torneo da $15.000  |
| Torneo da $10.000  |

## Gennaio
| Settimana        | Torneo | Vincitrici                                          | Finaliste                                  | Semifinaliste                          | Eliminate ai quarti                                                     |
| ---------------- | --- | --------------------------------------------------- | ------------------------------------------ | -------------------------------------- | ----------------------------------------------------------------------- |
| 31 dicembre 2012 | Sunrise Aluminium Women's Circuit 2013 Hong Kong Cemento $10.000 Singolare - Doppio                                                                          | Tian Ran 7–6(9), 2–6, 6–3                           | Liang Chen                                 | Yuuki Tanaka Kim Na-ri                 | Lee Ya-re Wen Xin Juan Ting-fei Lee Pei-chi                             |
| 31 dicembre 2012 | Sunrise Aluminium Women's Circuit 2013 Hong Kong Cemento $10.000 Singolare - Doppio                                                                          | Tang Haochen Tian Ran 6–2, 6–1                      | Eri Hozumi Miyu Katō                       | Yuuki Tanaka Kim Na-ri                 | Lee Ya-re Wen Xin Juan Ting-fei Lee Pei-chi                             |
| 31 dicembre 2012 | Open ASPTT Martinique 2013 Fort-de-France, Martinica, Francia Cemento $10.000 Singolare - Doppio                                                             | Sonja Molnar 6–2, 6–0                               | Sherazad Benamar                           | Denise Starr Eva Raszkiewicz           | Océane Adam Virginie Ayassamy Danielle Mills Indy de Vroome             |
| 31 dicembre 2012 | Open ASPTT Martinique 2013 Fort-de-France, Martinica, Francia Cemento $10.000 Singolare - Doppio                                                             | Denise Starr Indy de Vroome 6–4, 6–3                | Sherazad Benamar Brandy Mina               | Denise Starr Eva Raszkiewicz           | Océane Adam Virginie Ayassamy Danielle Mills Indy de Vroome             |
| 7 gennaio        | Ace Sports Group Tennis Classic 2013 Palm Harbor, Stati Uniti Terra rossa $25.000 Singolare - Doppio                                                         | Tadeja Majerič 6–2, 6–3                             | Ajla Tomljanović                           | Kristina Barrois Ulrikke Eikeri        | Hilda Melander Maša Zec Peškirič Elizaveta Jančuk Anne Schäfer          |
| 7 gennaio        | Ace Sports Group Tennis Classic 2013 Palm Harbor, Stati Uniti Terra rossa $25.000 Singolare - Doppio                                                         | Ulrikke Eikeri Chieh-Yu Hsu 6–3, 6–0                | Florencia Molinero Adriana Pérez           | Kristina Barrois Ulrikke Eikeri        | Hilda Melander Maša Zec Peškirič Elizaveta Jančuk Anne Schäfer          |
| 7 gennaio        | Sunrise Aluminium Women's Circuit 2 2013 Hong Kong Cemento $10.000 Singolare - Doppio                                                                        | Sachie Ishizu 2–6, 6–1, 6–3                         | Wen Xin                                    | Lee Ye-ra Kim Na-ri                    | Emi Mutaguchi Juan Ting-fei Eri Hozumi Mana Ayukawa                     |
| 7 gennaio        | Sunrise Aluminium Women's Circuit 2 2013 Hong Kong Cemento $10.000 Singolare - Doppio                                                                        | Li Yihong Wen Xin 4–6, 6–1, [12–10]                 | Eri Hozumi Miyu Katō                       | Lee Ye-ra Kim Na-ri                    | Emi Mutaguchi Juan Ting-fei Eri Hozumi Mana Ayukawa                     |
| 7 gennaio        | Open Féminin de tennis de l'Ile de Saint-Martin 2013 Saint Martin, Francia Cemento $10.000 Singolare - Doppio                                                | Indy de Vroome 6–3, 6–2                             | Léa Tholey                                 | Estelle Cascino Sherazad Benamar       | Noelle Hickey Anaève Pain Jade Suvrijn Océane Adam                      |
| 7 gennaio        | Open Féminin de tennis de l'Ile de Saint-Martin 2013 Saint Martin, Francia Cemento $10.000 Singolare - Doppio                                                | Estelle Cascino Léa Tholey 6–3, 6–3                 | Erin Clark Sonja Molnar                    | Estelle Cascino Sherazad Benamar       | Noelle Hickey Anaève Pain Jade Suvrijn Océane Adam                      |
| 7 gennaio        | Blossom Cup 2013 Quanzhou, Cina Cemento $50.000 Singolare - Doppio                                                                                           | Varatchaya Wongteanchai 6–2, 6(5)–7, 7–6(5)         | Nadežda Kičenok                            | Chan Chin-wei Tian Ran                 | Lu Jiajing Yang Zi Wang Yafan Tang Haochen                              |
| 7 gennaio        | Blossom Cup 2013 Quanzhou, Cina Cemento $50.000 Singolare - Doppio                                                                                           | Iryna Burjačok Nadežda Kičenok 3–6, 6–3, [12–10]    | Liang Chen Sun Shengnan                    | Chan Chin-wei Tian Ran                 | Lu Jiajing Yang Zi Wang Yafan Tang Haochen                              |
| 7 gennaio        | GD Tennis Academy 2013 Adalia, Turchia Terra rossa $10.000 Singolare - Doppio                                                                                | Réka-Luca Jani 6–1, 1–6, 7–6(4)                     | Marrit Boonstra                            | Marianna Zakarljuk Melis Sezer         | Chiaki Okadaue Ysaline Bonaventure Victoria Muntean Raluca Elena Platon |
| 7 gennaio        | GD Tennis Academy 2013 Adalia, Turchia Terra rossa $10.000 Singolare - Doppio                                                                                | Chiaki Okadaue Melis Sezer 6–3, 6–4                 | Sofia Kvatsabaia Marianna Zakarljuk        | Marianna Zakarljuk Melis Sezer         | Chiaki Okadaue Ysaline Bonaventure Victoria Muntean Raluca Elena Platon |
| 14 gennaio       | Tesoro Women's Challenge 2013 Port St. Lucie, Stati Uniti Terra verde $25,000 Singolare - Doppio                                                             | Sharon Fichman 6–3, 6–2                             | Tadeja Majerič                             | Zhang Shuai Tetjana Arefyeva           | Ajla Tomljanović Florencia Molinero Catalina Castaño Adriana Pérez      |
| 14 gennaio       | Tesoro Women's Challenge 2013 Port St. Lucie, Stati Uniti Terra verde $25,000 Singolare - Doppio                                                             | Angelina Gabueva Allie Will 4–6, 6–2, [10–7]        | Florencia Molinero Adriana Pérez           | Zhang Shuai Tetjana Arefyeva           | Ajla Tomljanović Florencia Molinero Catalina Castaño Adriana Pérez      |
| 14 gennaio       | Jolie Ville Golf Women's 2013 Sharm el-Sheikh, Egitto Cemento $10,000 Singolare - Doppio                                                                     | Denisa Allertová 6–2, 4–6, 7–6(1)                   | Evgenija Paškova                           | Fatma Al-Nabhani Melis Sezer           | Melanie Klaffner Mayar Sherif Xenia Knoll Marie Benoît                  |
| 14 gennaio       | Jolie Ville Golf Women's 2013 Sharm el-Sheikh, Egitto Cemento $10,000 Singolare - Doppio                                                                     | Evgenija Paškova Ekaterina Jašina 3–6, 6–2, [10–3]  | Valeria Podda Mayar Sherif                 | Fatma Al-Nabhani Melis Sezer           | Melanie Klaffner Mayar Sherif Xenia Knoll Marie Benoît                  |
| 14 gennaio       | Open de la ville de Gosier 2013 Le Gosier, Guadeloupe, Francia Cemento $10,000 Singolare - Doppio                                                            | Noelle Hickey 7–5, 6–2                              | Léa Tholey                                 | Virginie Ayassamy Sonja Molnar         | Margarita Lazareva Jade Suvrijn Lou Brouleau Estelle Cascino            |
| 14 gennaio       | Open de la ville de Gosier 2013 Le Gosier, Guadeloupe, Francia Cemento $10,000 Singolare - Doppio                                                            | Noelle Hickey Kady Pooler 6–0, 1–6, [10–7]          | Estelle Cascino Léa Tholey                 | Virginie Ayassamy Sonja Molnar         | Margarita Lazareva Jade Suvrijn Lou Brouleau Estelle Cascino            |
| 14 gennaio       | Internationaler Württembergische Hallenmeisterschaften um den Südwestbank-Cup 2013 Stoccarda-Stammheim, Germania Cemento (indoor) $10,000 Singolare - Doppio | Julia Kimmelmann 6–4, 6–3                           | Laura Siegemund                            | Tereza Smitková Yuliana Lizarazo       | Anja Prislan Martina Borecká Anna Remondina Laura Schäder               |
| 14 gennaio       | Internationaler Württembergische Hallenmeisterschaften um den Südwestbank-Cup 2013 Stoccarda-Stammheim, Germania Cemento (indoor) $10,000 Singolare - Doppio | Viktorija Golubic Julia Kimmelmann 6–4, 6–1         | Ol'ga Dorošina Julija Valetova             | Tereza Smitková Yuliana Lizarazo       | Anja Prislan Martina Borecká Anna Remondina Laura Schäder               |
| 14 gennaio       | GD Tennis Academy 2 2013 Antalya, Turchia Terra rossa $10,000 Singolare - Doppio                                                                             | Réka-Luca Jani 6–0, 6–1                             | Sofia Kvatsabaia                           | Alexandra Dulgheru Ysaline Bonaventure | Anastasija Rudakova Elyne Boeykens Jana Bučina Andrea Gámiz             |
| 14 gennaio       | GD Tennis Academy 2 2013 Antalya, Turchia Terra rossa $10,000 Singolare - Doppio                                                                             | Lee Jin-a Yoo Mi 6–3, 6–4                           | Elyne Boeykens Kelly Versteeg              | Alexandra Dulgheru Ysaline Bonaventure | Anastasija Rudakova Elyne Boeykens Jana Bučina Andrea Gámiz             |
| 14 gennaio       | AEGON Pro Series Glasgow 2013 Glasgow, Gran Bretagna Cemento (indoor) $10,000 Singolare - Doppio                                                             | Tara Moore 6–4, 6–1                                 | Myrtille Georges                           | Alison Van Uytvanck Victoria Larrière  | Lisa Whybourn Amy Bowtell Lucy Brown Danielle Konotoptseva              |
| 14 gennaio       | AEGON Pro Series Glasgow 2013 Glasgow, Gran Bretagna Cemento (indoor) $10,000 Singolare - Doppio                                                             | Tara Moore Melanie South 7–6(5), 6–3                | Anna Smith Francesca Stephenson            | Alison Van Uytvanck Victoria Larrière  | Lisa Whybourn Amy Bowtell Lucy Brown Danielle Konotoptseva              |
| 21 gennaio       | Open GDF SUEZ 42 2013 Andrézieux-Bouthéon, Francia Cemento (indoor) $25,000 Singolare - Doppio                                                               | Alison Van Uytvanck 6–1, 6–4                        | Ana Vrljić                                 | Anna Remondina Julija Bejhel'zymer     | Richèl Hogenkamp Aleksandra Krunić Michaela Hončová Ekaterina Byčkova   |
| 21 gennaio       | Open GDF SUEZ 42 2013 Andrézieux-Bouthéon, Francia Cemento (indoor) $25,000 Singolare - Doppio                                                               | Amra Sadiković Ana Vrljić 5–7, 7–5, [10–4]          | Margarita Gasparjan Ol'ga Savčuk           | Anna Remondina Julija Bejhel'zymer     | Richèl Hogenkamp Aleksandra Krunić Michaela Hončová Ekaterina Byčkova   |
| 21 gennaio       | ITF Torneo Profesional Copa Bionaire 2013 Lima, Perù Terra rossa $15,000 Singolare - Doppio                                                                  | Maria Fernanda Alves 6–2, 6–2                       | Hilda Melander                             | Patricia Ku Flores Vanesa Furlanetto   | Martina Frantová Nathalia Rossi Sandra Roma Ryann Foster                |
| 21 gennaio       | ITF Torneo Profesional Copa Bionaire 2013 Lima, Perù Terra rossa $15,000 Singolare - Doppio                                                                  | Maria Fernanda Alves Vanesa Furlanetto 6–1, 6–4     | Patricia Ku Flores Katherine Miranda Chang | Patricia Ku Flores Vanesa Furlanetto   | Martina Frantová Nathalia Rossi Sandra Roma Ryann Foster                |
| 21 gennaio       | Jolie Ville Golf Women's 2 2013 Sharm el-Sheikh, Egitto Cemento $10,000 Singolare - Doppio                                                                   | Mayar Sherif 6–2, 2–6, 6–1                          | Aleksandrina Najdenova                     | Xenia Knoll Melanie Klaffner           | Marie Benoît Josepha Adam Francesca Palmigiano Ekaterina Jašina         |
| 21 gennaio       | Jolie Ville Golf Women's 2 2013 Sharm el-Sheikh, Egitto Cemento $10,000 Singolare - Doppio                                                                   | Lіdzіja Marozava Evgenija Paškova 6–3, 6–1          | Melanie Klaffner Melis Sezer               | Xenia Knoll Melanie Klaffner           | Marie Benoît Josepha Adam Francesca Palmigiano Ekaterina Jašina         |
| 21 gennaio       | Segro International 2013 Kaarst, Germania Sintetico (indoor) $10,000 Singolare - Doppio                                                                      | Julia Kimmelmann 6–3, 6–2                           | Ekaterina Aleksandrova                     | Viktorija Golubic Kateřina Vaňková     | Karen Barbat Franziska König Nina Zander Anja Prislan                   |
| 21 gennaio       | Segro International 2013 Kaarst, Germania Sintetico (indoor) $10,000 Singolare - Doppio                                                                      | Viktorija Golubic Julia Kimmelmann 6–3, 4–6, [10–5] | Anja Prislan Jasmin Steinherr              | Viktorija Golubic Kateřina Vaňková     | Karen Barbat Franziska König Nina Zander Anja Prislan                   |
| 21 gennaio       | Vanessa Phillips Women's Tournament 2013 Eilat, Israele Cemento $10,000 Singolare - Doppio                                                                   | Alla Kudrjavceva 6(4)–7, 6–3, 6–2                   | Ioana Raluca Olaru                         | Ilona Kramen' Valentina Ivachnenko     | Veronika Kapšaj Pemra Özgen Aleksandra Artamonova Aljaksandra Sasnovič  |
| 21 gennaio       | Vanessa Phillips Women's Tournament 2013 Eilat, Israele Cemento $10,000 Singolare - Doppio                                                                   | Alla Kudrjavceva Ioana Raluca Olaru 6–3, 6–3        | Ilona Kramen' Pemra Özgen                  | Ilona Kramen' Valentina Ivachnenko     | Veronika Kapšaj Pemra Özgen Aleksandra Artamonova Aljaksandra Sasnovič  |
| 21 gennaio       | GD Tennis Academy 3 2013 Antalya, Turchia Terra rossa $10,000 Singolare - Doppio                                                                             | Alexandra Dulgheru 6–2, 6–2                         | Réka-Luca Jani                             | Inés Ferrer Suárez Gaia Sanesi         | Yang Zi Andrea Gámiz Olga Sáez Larra Jana Bučina                        |
| 21 gennaio       | GD Tennis Academy 3 2013 Antalya, Turchia Terra rossa $10,000 Singolare - Doppio                                                                             | Lee Jin-a Yoo Mi 6–3, 6–1                           | Natalija Kostić Gaia Sanesi                | Inés Ferrer Suárez Gaia Sanesi         | Yang Zi Andrea Gámiz Olga Sáez Larra Jana Bučina                        |
| 21 gennaio       | AEGON Pro Series Preston 2013 Preston, Gran Bretagna Cemento (indoor) $10,000 Singolare - Doppio                                                             | Tara Moore 7–6(2), 6–1                              | Amy Bowtell                                | Angelica Moratelli Océane Dodin        | Samantha Murray Sinéad Lohan Melanie South Sandra Hönigová              |
| 21 gennaio       | AEGON Pro Series Preston 2013 Preston, Gran Bretagna Cemento (indoor) $10,000 Singolare - Doppio                                                             | Samantha Murray Jade Windley 6–3, 3–6, [10–5]       | Tara Moore Melanie South                   | Angelica Moratelli Océane Dodin        | Samantha Murray Sinéad Lohan Melanie South Sandra Hönigová              |
| 28 gennaio       | Vanessa Phillips Women's Tournament 2 2013 Eilat, Israele Cemento $75,000 Singolare - Doppio                                                                 | Elina Svitolina 6–3, 3–6, 7–5                       | Marta Sirotkina                            | Andreea Mitu Ilona Kramen'             | Julija Putinceva Tereza Mrdeža Tereza Smitková Johanna Konta            |
| 28 gennaio       | Vanessa Phillips Women's Tournament 2 2013 Eilat, Israele Cemento $75,000 Singolare - Doppio                                                                 | Alla Kudrjavceva Elina Svitolina 6–1, 6–3           | Corinna Dentoni Aljaksandra Sasnovič       | Andreea Mitu Ilona Kramen'             | Julija Putinceva Tereza Mrdeža Tereza Smitková Johanna Konta            |
| 28 gennaio       | McDonald's Burnie International 2013 Burnie, Australia Cemento $25,000 Singolare - Doppio                                                                    | Olivia Rogowska 7–6(5), 6(7)–7, 6–4                 | Monique Adamczak                           | Bojana Bobusic Anett Kontaveit         | Arina Rodionova Ana Savić Sun Shengnan Sacha Jones                      |
| 28 gennaio       | McDonald's Burnie International 2013 Burnie, Australia Cemento $25,000 Singolare - Doppio                                                                    | Shūko Aoyama Erika Sema Walkover                    | Bojana Bobusic Jessica Moore               | Bojana Bobusic Anett Kontaveit         | Arina Rodionova Ana Savić Sun Shengnan Sacha Jones                      |
| 28 gennaio       | Jolie Ville Golf Women's 3 2013 Sharm el-Sheikh, Egitto Cemento $10,000 Singolare - Doppio                                                                   | Lara Michel 6–3, 4–6, 6–2                           | Pernilla Mendesová                         | Dar'ja Mironova Amanda Carreras        | Aleksandrina Najdenova Melis Sezer Xenia Knoll Chantal Škamlová         |
| 28 gennaio       | Jolie Ville Golf Women's 3 2013 Sharm el-Sheikh, Egitto Cemento $10,000 Singolare - Doppio                                                                   | Katarzyna Kawa Natalia Kołat 6–1, 6–4               | Aleksandrina Najdenova Ekaterina Jašina    | Dar'ja Mironova Amanda Carreras        | Aleksandrina Najdenova Melis Sezer Xenia Knoll Chantal Škamlová         |
| 28 gennaio       | GD Tennis Academy 4 2013 Antalya, Turchia Terra rossa $10,000 Singolare - Doppio                                                                             | Lee Jin-a 7–5, 6–3                                  | Jana Bučina                                | Han Na-lae Julija Samuseva             | Isabella Šinikova Ana-Clara Duarte Monique Zuur Yoo Mi                  |
| 28 gennaio       | GD Tennis Academy 4 2013 Antalya, Turchia Terra rossa $10,000 Singolare - Doppio                                                                             | Han Na-lae Lee Jin-a 6–3, 6–3                       | Eva Fernández Brugués Isabella Šinikova    | Han Na-lae Julija Samuseva             | Isabella Šinikova Ana-Clara Duarte Monique Zuur Yoo Mi                  |

## Febbraio
| Settimana   | Torneo | Vincitrici                                                        | Finaliste                                   | Semifinaliste                             | Eliminate ai quarti                                                             |
| ----------- | --- | ----------------------------------------------------------------- | ------------------------------------------- | ----------------------------------------- | ------------------------------------------------------------------------------- |
| 4 febbraio  | Dow Corning Tennis Classic 2013 Midland, Stati Uniti Cemento indoor $100,000 Singolare - Doppio                    | Lauren Davis 6–3, 2–6, 7–6(2)                                     | Ajla Tomljanović                            | Mónica Puig Mallory Burdette              | Alla Kudrjavceva Jessica Pegula Mirjana Lučić-Baroni Maria Sanchez              |
| 4 febbraio  | Dow Corning Tennis Classic 2013 Midland, Stati Uniti Cemento indoor $100,000 Singolare - Doppio                    | Melinda Czink Mirjana Lučić-Baroni 5–7, 6–4, [10–7]               | Maria Fernanda Alves Samantha Murray        | Mónica Puig Mallory Burdette              | Alla Kudrjavceva Jessica Pegula Mirjana Lučić-Baroni Maria Sanchez              |
| 4 febbraio  | Open GDF Suez De L'Isere 2013 Grenoble, Francia Cemento indoor $25,000 Singolare - Doppio                          | Sandra Záhlavová 6–4, 5–7, 6–2                                    | Maryna Zanevs'ka                            | Giulia Gatto-Monticone Julia Kimmelmann   | Kristýna Plíšková Renata Voráčová Federica di Sarra Karolína Plíšková           |
| 4 febbraio  | Open GDF Suez De L'Isere 2013 Grenoble, Francia Cemento indoor $25,000 Singolare - Doppio                          | Marija Kondrat'eva Renata Voráčová 6–1, 6–4                       | Nicole Clerico Leticia Costas               | Giulia Gatto-Monticone Julia Kimmelmann   | Kristýna Plíšková Renata Voráčová Federica di Sarra Karolína Plíšková           |
| 4 febbraio  | Women's Childhelp Desert Classic 2013 Rancho Mirage, Stati Uniti Cemento $25,000 Singolare - Doppio                | Sachie Ishizu 6–3, 7–6(3)                                         | Julie Coin                                  | Danka Kovinić Ulrikke Eikeri              | Lisa Whybourn Tara Moore Louisa Chirico Belinda Bencic                          |
| 4 febbraio  | Women's Childhelp Desert Classic 2013 Rancho Mirage, Stati Uniti Cemento $25,000 Singolare - Doppio                | Tara Moore Melanie South 4–6, 6–2, [12–10]                        | Jan Abaza Louisa Chirico                    | Danka Kovinić Ulrikke Eikeri              | Lisa Whybourn Tara Moore Louisa Chirico Belinda Bencic                          |
| 4 febbraio  | Launceston Tennis International 2013 Launceston, Australia Cemento $25,000 Singolare - Doppio                      | Storm Sanders 6–4, 6–4                                            | Shūko Aoyama                                | Ksenija Lykina Sacha Jones                | Olivia Rogowska Stephanie Vogt Viktorija Rajicic Chanel Simmonds                |
| 4 febbraio  | Launceston Tennis International 2013 Launceston, Australia Cemento $25,000 Singolare - Doppio                      | Ksenija Lykina Emily Webley-Smith 7–5, 6–3                        | Alexandra Kiick Erin Routliffe              | Ksenija Lykina Sacha Jones                | Olivia Rogowska Stephanie Vogt Viktorija Rajicic Chanel Simmonds                |
| 4 febbraio  | Jolie Ville Golf Women's 4 2013 Sharm el-Sheikh, Egitto Cemento $10,000 Singolare - Doppio                         | Lara Michel 6–4, 3–6, 6–4                                         | Doroteja Erić                               | Despina Papamichail Marina Šamajko        | Polina Vinogradova Patricia Maria Țig Barbara Haas Pernilla Mendesová           |
| 4 febbraio  | Jolie Ville Golf Women's 4 2013 Sharm el-Sheikh, Egitto Cemento $10,000 Singolare - Doppio                         | Doroteja Erić Barbara Haas 6–2, 7–5                               | Martina Kubičíková Chantal Škamlová         | Despina Papamichail Marina Šamajko        | Polina Vinogradova Patricia Maria Țig Barbara Haas Pernilla Mendesová           |
| 4 febbraio  | GD Tennis Academy 5 2013 Antalya, Turchia Terra rossa $10,000 Singolare - Doppio                                   | Laura-Ioana Andrei 6–2, 4–6, 6–2                                  | Eva Fernández Brugués                       | Mana Ayukawa Olga Sáez Larra              | Tamara Bižukova Ana-Clara Duarte Yang Zi Gaia Sanesi                            |
| 4 febbraio  | GD Tennis Academy 5 2013 Antalya, Turchia Terra rossa $10,000 Singolare - Doppio                                   | Giulia Bruzzone Martina Caregaro 6–3, 1–6, [10–6]                 | Ana Bogdan Teodora Mirčić                   | Mana Ayukawa Olga Sáez Larra              | Tamara Bižukova Ana-Clara Duarte Yang Zi Gaia Sanesi                            |
| 11 febbraio | Del Mar Financial Partners Inc. Open 2013 Rancho Santa Fe, Stati Uniti Cemento $25,000 Singolare - Doppio          | Madison Brengle 6–1, 6–4                                          | Nicole Gibbs                                | Elica Kostova Tetjana Arefyeva            | Tara Moore Sanaz Marand Kateřina Vaňková Irina Chromačëva                       |
| 11 febbraio | Del Mar Financial Partners Inc. Open 2013 Rancho Santa Fe, Stati Uniti Cemento $25,000 Singolare - Doppio          | Asia Muhammad Allie Will 6–1, 6–4                                 | Anamika Bhargava Macall Harkins             | Elica Kostova Tetjana Arefyeva            | Tara Moore Sanaz Marand Kateřina Vaňková Irina Chromačëva                       |
| 11 febbraio | Internationaler Badische Meisterschaften der Damen 2013 Leimen, Germania Cemento indoor $10,000 Singolare - Doppio | Julia Kimmelmann 6–4, 6–3                                         | Pemra Özgen                                 | Ekaterina Aleksandrova Laura Siegemund    | Tess Sugnaux Akvilė Paražinskaitė Korina Perkovic Antonia Lottner               |
| 11 febbraio | Internationaler Badische Meisterschaften der Damen 2013 Leimen, Germania Cemento indoor $10,000 Singolare - Doppio | Carolin Daniels Laura Siegemund 6–1, 6–4                          | Antonia Lottner Dar'ja Sal'nikova           | Ekaterina Aleksandrova Laura Siegemund    | Tess Sugnaux Akvilė Paražinskaitė Korina Perkovic Antonia Lottner               |
| 11 febbraio | Linköping Ladies 2013 Linköping, Svezia Cemento indoor $10,000 Singolare - Doppio                                  | Angelica Moratelli 7–6(5), 6–1                                    | Malin Ulvefeldt                             | Rebecca Peterson Anna Klasen              | Darya Shulzhanok Danielle Konotoptseva Anna Smith Martine Ditlev                |
| 11 febbraio | Linköping Ladies 2013 Linköping, Svezia Cemento indoor $10,000 Singolare - Doppio                                  | Anna Katalina Alzate Esmurzaeva Darya Shulzhanok 4–6, 6–2, [10–4] | Louise Brunskog Vanda Lukács                | Rebecca Peterson Anna Klasen              | Darya Shulzhanok Danielle Konotoptseva Anna Smith Martine Ditlev                |
| 11 febbraio | Jolie Ville Golf Women's 5 2013 Sharm el-Sheikh, Egitto Cemento $10,000 Singolare - Doppio                         | Marina Šamajko 4–6, 6–3, 6–3                                      | Barbara Haas                                | Martina Kubičíková İpek Soylu             | Justine De Sutter Polina Vinogradova Iva Mekovec Pernilla Mendesová             |
| 11 febbraio | Jolie Ville Golf Women's 5 2013 Sharm el-Sheikh, Egitto Cemento $10,000 Singolare - Doppio                         | Despina Papamichail Alice Savoretti 6–3, 6–4                      | Elena-Teodora Cadar Patricia Maria Țig      | Martina Kubičíková İpek Soylu             | Justine De Sutter Polina Vinogradova Iva Mekovec Pernilla Mendesová             |
| 11 febbraio | GD Tennis Academy 6 2013 Antalya, Turchia Terra rossa $10,000 Singolare - Doppio                                   | Jovana Jakšić 5–2, ritiro                                         | Jasmina Tinjić                              | Bianca Hîncu Laura-Ioana Andrei           | Raluca Elena Platon Sofia Kvatsabaia Nadija Kolb Pia König                      |
| 11 febbraio | GD Tennis Academy 6 2013 Antalya, Turchia Terra rossa $10,000 Singolare - Doppio                                   | Teodora Mirčić Raluca Elena Platon 1–6, 4–5, ritiro               | Ekaterine Gorgodze Sofia Kvatsabaia         | Bianca Hîncu Laura-Ioana Andrei           | Raluca Elena Platon Sofia Kvatsabaia Nadija Kolb Pia König                      |
| 18 febbraio | Mildura Grand Tennis International 2013 Mildura, Australia Erba $25,000 Singolare - Doppio                         | Ksenija Lykina 7–6(3), 6–3                                        | Azra Hadzic                                 | Risa Ozaki Yurika Sema                    | Zhu Lin Bojana Bobusic Mari Tanaka Viktorija Rajicic                            |
| 18 febbraio | Mildura Grand Tennis International 2013 Mildura, Australia Erba $25,000 Singolare - Doppio                         | Ksenija Lykina Yurika Sema 6–4, 6–2                               | Bojana Bobusic Emily Webley-Smith           | Risa Ozaki Yurika Sema                    | Zhu Lin Bojana Bobusic Mari Tanaka Viktorija Rajicic                            |
| 18 febbraio | ITF Women's $25,000 tennis Tournament Muzaffarnagar 2013 Muzaffarnagar, India Erba $25,000 Singolare - Doppio      | Melanie Klaffner 6–2, 6–0                                         | Veronika Kapšaj                             | Tadeja Majerič Noppawan Lertcheewakarn    | Nicha Lertpitaksinchai Aleksandrina Najdenova Peangtarn Plipuech Prerna Bhambri |
| 18 febbraio | ITF Women's $25,000 tennis Tournament Muzaffarnagar 2013 Muzaffarnagar, India Erba $25,000 Singolare - Doppio      | Nicha Lertpitaksinchai Peangtarn Plipuech 3–6, 6–4, [10–8]        | Justyna Jegiołka Veronika Kapšaj            | Tadeja Majerič Noppawan Lertcheewakarn    | Nicha Lertpitaksinchai Aleksandrina Najdenova Peangtarn Plipuech Prerna Bhambri |
| 18 febbraio | Winter Moscow Open 2013 Mosca, Russia Cemento indoor $25,000 Singolare - Doppio                                    | Maryna Zanevs'ka 6–4, 7–6(5)                                      | Sofia Shapatava                             | Tat'jana Kotel'nikova Anna-Lena Friedsam  | Valerija Solov'ëva Tereza Smitková Julija Kalabina Majja Kacitadze              |
| 18 febbraio | Winter Moscow Open 2013 Mosca, Russia Cemento indoor $25,000 Singolare - Doppio                                    | Margarita Gasparjan Polina Monova 6–4, 2–6, [10–5]                | Valerija Solov'ëva Maryna Zanevs'ka         | Tat'jana Kotel'nikova Anna-Lena Friedsam  | Valerija Solov'ëva Tereza Smitková Julija Kalabina Majja Kacitadze              |
| 18 febbraio | City Of Surprise Women's Open 2013 Surprise, Stati Uniti Cemento $25,000 Singolare - Doppio                        | Tara Moore 6–3, 6–1                                               | Louisa Chirico                              | Jarmila Gajdošová Irena Pavlović          | Alizé Lim Sachia Vickery Madison Brengle Ana Vrljić                             |
| 18 febbraio | City Of Surprise Women's Open 2013 Surprise, Stati Uniti Cemento $25,000 Singolare - Doppio                        | Samantha Crawford Sachia Vickery 6–3, 3–6, [10–7]                 | Emily J. Harman Xu Yifan                    | Jarmila Gajdošová Irena Pavlović          | Alizé Lim Sachia Vickery Madison Brengle Ana Vrljić                             |
| 18 febbraio | Jolie Ville Golf Women's 6 2013 Sharm el-Sheikh, Egitto Cemento $10,000 Singolare - Doppio                         | Polina Vinogradova 6–2, 6(7)–7, 6–2                               | Clothilde de Bernardi                       | Lee Pei-chi Adrijana Lekaj                | Elena-Teodora Cadar Barbara Haas İpek Soylu Vanesa Furlanetto                   |
| 18 febbraio | Jolie Ville Golf Women's 6 2013 Sharm el-Sheikh, Egitto Cemento $10,000 Singolare - Doppio                         | Anja Prislan Jasmin Steinherr 3–6, 6–2, [10–4]                    | Clothilde de Bernardi Chloé Paquet          | Lee Pei-chi Adrijana Lekaj                | Elena-Teodora Cadar Barbara Haas İpek Soylu Vanesa Furlanetto                   |
| 18 febbraio | Open GDF SUEZ de la Ville de Macon 2013 Mâcon, Francia Cemento indoor $10,000 Singolare - Doppio                   | Antonia Lottner 7–5, 7–5                                          | Anna Remondina                              | Ysaline Bonaventure Audrey Albié          | Diāna Marcinkēviča Kinnie Laisné Gaëlle Desperrier Sherazad Benamar             |
| 18 febbraio | Open GDF SUEZ de la Ville de Macon 2013 Mâcon, Francia Cemento indoor $10,000 Singolare - Doppio                   | Antonia Lottner Dar'ja Sal'nikova 6–4, 5–7, [10–7]                | Francesca Palmigiano Anna Remondina         | Ysaline Bonaventure Audrey Albié          | Diāna Marcinkēviča Kinnie Laisné Gaëlle Desperrier Sherazad Benamar             |
| 18 febbraio | ITF Women's Circuit Shymkent 2013 Shymkent, Kazakhstan Cemento indoor $10,000 Singolare - Doppio                   | Ksenia Palkina 7–6(3), 7–6(3)                                     | Sabina Sharipova                            | Karina Isajan Emma Hayman                 | Vladyslava Zanosiyenko Asiya Dair Vlada Ėkšibarova Alexandra Grinchishina       |
| 18 febbraio | ITF Women's Circuit Shymkent 2013 Shymkent, Kazakhstan Cemento indoor $10,000 Singolare - Doppio                   | Diana Bogolij Alena Tarasova 6–4, 1–6, [10–4]                     | Kamila Kerimbajeva Sabina Sharipova         | Karina Isajan Emma Hayman                 | Vladyslava Zanosiyenko Asiya Dair Vlada Ėkšibarova Alexandra Grinchishina       |
| 18 febbraio | Torneo Mallorca I 2013 Majorca, Spagna Terra rossa $10,000 Singolare - Doppio                                      | Anastasia Grymalska 6–2, 7–6(2)                                   | Ivonne Cavallé Reimers                      | Jana Bučina Eva Fernández Brugués         | Sara Sorribes Tormo Réka-Luca Jani Jana Sizikova Giulia Sussarello              |
| 18 febbraio | Torneo Mallorca I 2013 Majorca, Spagna Terra rossa $10,000 Singolare - Doppio                                      | Leticia Costas Réka-Luca Jani 6–3, 6–2                            | Anastasia Grymalska Jana Sizikova           | Jana Bučina Eva Fernández Brugués         | Sara Sorribes Tormo Réka-Luca Jani Jana Sizikova Giulia Sussarello              |
| 18 febbraio | ITF Women's Circuit Helsingborg 2013 Helsingborg, Svezia Sintetico (indoor) $10,000 Singolare - Doppio             | Jeļena Ostapenko 6–2, 7–6(3)                                      | Ellen Allgurin                              | Alice Balducci Karen Barbat               | Angelica Moratelli Kim Grajdek Karina Jacobsgaard Anna Smith                    |
| 18 febbraio | ITF Women's Circuit Helsingborg 2013 Helsingborg, Svezia Sintetico (indoor) $10,000 Singolare - Doppio             | Ellen Allgurin Jeļena Ostapenko 6–2, 6(4)–7, [10–7]               | Cornelia Lister Lisanne van Riet            | Alice Balducci Karen Barbat               | Angelica Moratelli Kim Grajdek Karina Jacobsgaard Anna Smith                    |
| 18 febbraio | ITF Women's Circuit Thurgau 2013 Kreuzlingen, Svizzera Sintetico (indoor) $10,000 Singolare - Doppio               | Ekaterina Aleksandrova 6–4, 6–3                                   | Timea Bacsinszky                            | Tayisiya Morderger Kathinka von Deichmann | Xenia Knoll Lara Michel Karin Kennel Petra Krejsová                             |
| 18 febbraio | ITF Women's Circuit Thurgau 2013 Kreuzlingen, Svizzera Sintetico (indoor) $10,000 Singolare - Doppio               | Timea Bacsinszky Xenia Knoll 6–3, 6–2                             | Matea Mezak Silvia Njirić                   | Tayisiya Morderger Kathinka von Deichmann | Xenia Knoll Lara Michel Karin Kennel Petra Krejsová                             |
| 18 febbraio | GD Tennis Academy 7 2013 Antalya, Turchia Terra rossa $10,000 Singolare - Doppio                                   | Jovana Jakšić 6–2, 7–5                                            | Ioana Ducu                                  | Cristina Ene Zhang Kailin                 | Anne Schäfer Petra Uberalová Bianca Hîncu Gioia Barbieri                        |
| 18 febbraio | GD Tennis Academy 7 2013 Antalya, Turchia Terra rossa $10,000 Singolare - Doppio                                   | Ágnes Butka Vivien Juhászová 6–1, 2–6, [10–7]                     | Ioana Ducu Cristina Ene                     | Cristina Ene Zhang Kailin                 | Anne Schäfer Petra Uberalová Bianca Hîncu Gioia Barbieri                        |
| 25 febbraio | Sydney International Challenger 2013 Sydney, Australia Cemento $10,000 Singolare - Doppio                          | Wang Yafan 6–2, 6–0                                               | Misa Eguchi                                 | Zhu Lin Azra Hadzic                       | Chiaki Okadaue Eri Hozumi Alison Bai Miyabi Inoue                               |
| 25 febbraio | Sydney International Challenger 2013 Sydney, Australia Cemento $10,000 Singolare - Doppio                          | Misa Eguchi Mari Tanaka 4–6, 7–5, [10–8]                          | Tamara Čurović Wang Yafan                   | Zhu Lin Azra Hadzic                       | Chiaki Okadaue Eri Hozumi Alison Bai Miyabi Inoue                               |
| 25 febbraio | Jolie Ville Golf Women's 7 2013 Sharm el-Sheikh, Egitto Cemento $10,000 Singolare - Doppio                         | Adrijana Lekaj 4–6, 7–6(8), 6–1                                   | Vanesa Furlanetto                           | Ilka Csoregi Anhelina Kalinina            | Ana Veselinović Chloé Paquet Elena-Teodora Cadar Clothilde de Bernardi          |
| 25 febbraio | Jolie Ville Golf Women's 7 2013 Sharm el-Sheikh, Egitto Cemento $10,000 Singolare - Doppio                         | Ilka Csoregi Zarah Razafimahatratra 7–5, 6–3                      | Naomi Broady Ana Veselinović                | Ilka Csoregi Anhelina Kalinina            | Ana Veselinović Chloé Paquet Elena-Teodora Cadar Clothilde de Bernardi          |
| 25 febbraio | Open GDF SUEZ Bron-Parilly 2013 Bron, Francia Cemento indoor $10,000 Singolare - Doppio                            | Maryna Zanevs'ka 6–2, 6–1                                         | Ysaline Bonaventure                         | Anastasіja Vasyl'jeva Isabella Šinikova   | Constance Sibille Alina Silič Federica di Sarra Alison Van Uytvanck             |
| 25 febbraio | Open GDF SUEZ Bron-Parilly 2013 Bron, Francia Cemento indoor $10,000 Singolare - Doppio                            | Sherazad Benamar Pauline Payet 7–5, 7–5                           | Dar'ja Sal'nikova Alina Silič               | Anastasіja Vasyl'jeva Isabella Šinikova   | Constance Sibille Alina Silič Federica di Sarra Alison Van Uytvanck             |
| 25 febbraio | Netanya Open 2013 Netanya, Israele Cemento $10,000 Singolare - Doppio                                              | Natela Dzalamidze 6–4, 6–3                                        | Polina Lejkina                              | Maria Sakkarī Amandine Hesse              | Keren Shlomo Aminat Kušchova Deniz Khazaniuk Oleksandra Korašvili               |
| 25 febbraio | Netanya Open 2013 Netanya, Israele Cemento $10,000 Singolare - Doppio                                              | Oleksandra Korašvili Polina Lejkina 6–4, 6–2                      | Natela Dzalamidze Aminat Kušchova           | Maria Sakkarī Amandine Hesse              | Keren Shlomo Aminat Kušchova Deniz Khazaniuk Oleksandra Korašvili               |
| 25 febbraio | Shymkent Womens 2013 Shymkent, Kazakhstan Cemento indoor $10,000 Singolare - Doppio                                | Ekaterina Jašina 6–3, 4–6, 6–2                                    | Ksenia Palkina                              | Nadežda Gorbačkova Vlada Ėkšibarova       | Yang Yi Alena Tarasova Anna Smolina Karina Isajan                               |
| 25 febbraio | Shymkent Womens 2013 Shymkent, Kazakhstan Cemento indoor $10,000 Singolare - Doppio                                | Kamila Kerimbajeva Yang Yi 6–1, 4–6, [10–4]                       | Dariya Berezhinaya Vladyslava Zanosiyenko   | Nadežda Gorbačkova Vlada Ėkšibarova       | Yang Yi Alena Tarasova Anna Smolina Karina Isajan                               |
| 25 febbraio | Torneo Mallorca II 2013 Majorca, Spagna Terra rossa $10,000 Singolare - Doppio                                     | Dinah Pfizenmaier 6–4, 4–6, 7–5                                   | Anastasia Grymalska                         | Amanda Carreras Réka-Luca Jani            | Jana Bučina Lena-Marie Hofmann Leticia Costas Annalisa Bona                     |
| 25 febbraio | Torneo Mallorca II 2013 Majorca, Spagna Terra rossa $10,000 Singolare - Doppio                                     | Leticia Costas Réka-Luca Jani 6–2, 6–1                            | Lucía Cervera Vázquez Carolina Prats Millán | Amanda Carreras Réka-Luca Jani            | Jana Bučina Lena-Marie Hofmann Leticia Costas Annalisa Bona                     |
| 25 febbraio | GD Tennis Academy 8 2013 Antalya, Turchia Terra rossa $10,000 Singolare - Doppio                                   | Ioana Raluca Olaru 6–3, 7–5                                       | Jovana Jakšić                               | Barbora Krejčíková Tena Lukas             | Vivien Juhászová Lenka Juríková Valerija Strachova Anne Schäfer                 |
| 25 febbraio | GD Tennis Academy 8 2013 Antalya, Turchia Terra rossa $10,000 Singolare - Doppio                                   | Gioia Barbieri Anne Schäfer 4–6, 6–3, [10–4]                      | Lenka Juríková Chantal Škamlová             | Barbora Krejčíková Tena Lukas             | Vivien Juhászová Lenka Juríková Valerija Strachova Anne Schäfer                 |

## Marzo
| Settimana | Torneo | Vincitrici                                                       | Finaliste                                | Semifinaliste                           | Eliminate ai quarti                                                           |
| --------- | --- | ---------------------------------------------------------------- | ---------------------------------------- | --------------------------------------- | ----------------------------------------------------------------------------- |
| 4 marzo   | Women's ITF Irapuato Club de Golf Santa Margarita 2013 Irapuato, Messico Cemento $25,000 Singolare - Doppio | Aleksandra Krunić 7–6(5), 6–4                                    | Ol'ga Savčuk                             | Katarzyna Piter Amra Sadiković          | Anne Keothavong María Fernanda Álvarez Terán Stéphanie Dubois Polina Pekhova  |
| 4 marzo   | Women's ITF Irapuato Club de Golf Santa Margarita 2013 Irapuato, Messico Cemento $25,000 Singolare - Doppio | Alla Kudrjavceva Ol'ga Savčuk 4–6, 6–2, [10–6]                   | Aleksandra Krunić Amra Sadiković         | Katarzyna Piter Amra Sadiković          | Anne Keothavong María Fernanda Álvarez Terán Stéphanie Dubois Polina Pekhova  |
| 4 marzo   | Nature's Way Sydney Tennis International 2 2013 Sydney, Australia Cemento $10,000 Singolare - Doppio        | Viktorija Rajicic 5–7, 6–3, 6–2                                  | Jessica Moore                            | Kaori Onishi Azra Hadzic                | Tamara Čurović Lee So-ra Haruka Kaji Jang Su-jeong                            |
| 4 marzo   | Nature's Way Sydney Tennis International 2 2013 Sydney, Australia Cemento $10,000 Singolare - Doppio        | Alison Bai Tyra Calderwood 7–6(5), 6–4                           | Anja Dokic Jessica Moore                 | Kaori Onishi Azra Hadzic                | Tamara Čurović Lee So-ra Haruka Kaji Jang Su-jeong                            |
| 4 marzo   | Jolie Ville Golf Women's 8 2013 Sharm el-Sheikh, Egitto Cemento $10,000 Singolare - Doppio                  | Dar'ja Mironova 7–6(5), 2–6, 7–6(5)                              | Naomi Broady                             | Başak Eraydın Aleksandra Artamonova     | Vanesa Furlanetto Melis Sezer Ilka Csoregi Manon Arcangioli                   |
| 4 marzo   | Jolie Ville Golf Women's 8 2013 Sharm el-Sheikh, Egitto Cemento $10,000 Singolare - Doppio                  | Ilka Csoregi Zarah Razafimahatratra 6–3, 6–4                     | Aleksandra Artamonova Darya Lebesheva    | Başak Eraydın Aleksandra Artamonova     | Vanesa Furlanetto Melis Sezer Ilka Csoregi Manon Arcangioli                   |
| 4 marzo   | Internationaux Féminins d'Amiens 2013 Amiens, Francia Terra rossa (indoor) $10,000 Singolare - Doppio       | Virginie Razzano 6–1, 6–0                                        | Alix Collombon                           | Gracia Radovanovic Céline Ghesquière    | Marie Benoît Bernice van de Velde Lena-Marie Hofmann Ema Mikulčić             |
| 4 marzo   | Internationaux Féminins d'Amiens 2013 Amiens, Francia Terra rossa (indoor) $10,000 Singolare - Doppio       | Lena-Marie Hofmann Isabella Šinikova 7–6(5), 6–1                 | Bernice van de Velde Kelly Versteeg      | Gracia Radovanovic Céline Ghesquière    | Marie Benoît Bernice van de Velde Lena-Marie Hofmann Ema Mikulčić             |
| 4 marzo   | Netanya Open 2 2013 Netanya, Israele Cemento $10,000 Singolare - Doppio                                     | Aljaksandra Sasnovič 6–2, 7–5                                    | Amandine Hesse                           | Deniz Khazaniuk Polina Monova           | Lu Jiajing Elise Mertens Arabela Fernández Rabener Irina Ramialison           |
| 4 marzo   | Netanya Open 2 2013 Netanya, Israele Cemento $10,000 Singolare - Doppio                                     | Polina Lejkina Aljaksandra Sasnovič 2–6, 7–6(5), [10–8]          | Natela Dzalamidze Aminat Kušchova        | Deniz Khazaniuk Polina Monova           | Lu Jiajing Elise Mertens Arabela Fernández Rabener Irina Ramialison           |
| 4 marzo   | Atzmännig Open 2013 Frauenfeld, Svizzera Sintetico (indoor) $10,000 Singolare - Doppio                      | Kateřina Siniaková 6–3, 4–6, 6–4                                 | Kathinka von Deichmann                   | Petra Rohanová Karin Kennel             | Ol'ga Dorošina Chiara Grimm Bianca Koch Tayisiya Morderger                    |
| 4 marzo   | Atzmännig Open 2013 Frauenfeld, Svizzera Sintetico (indoor) $10,000 Singolare - Doppio                      | Kathinka von Deichmann Nina Stadler 6–3, 6–4                     | Tayisiya Morderger Yana Morderger        | Petra Rohanová Karin Kennel             | Ol'ga Dorošina Chiara Grimm Bianca Koch Tayisiya Morderger                    |
| 4 marzo   | GD Tennis Academy 9 2013 Adalia, Turchia Terra rossa $10,000 Singolare - Doppio                             | Bianca Hîncu 5–2, rit.                                           | Vivien Juhászová                         | Ágnes Bukta Barbora Krejčíková          | Lenka Juríková Chihiro Nunome Chantal Škamlová Diana Buzean                   |
| 4 marzo   | GD Tennis Academy 9 2013 Adalia, Turchia Terra rossa $10,000 Singolare - Doppio                             | Gioia Barbieri Nicole Melichar 7–6(5), 6–4                       | Ágnes Bukta Vivien Juhászová             | Ágnes Bukta Barbora Krejčíková          | Lenka Juríková Chihiro Nunome Chantal Škamlová Diana Buzean                   |
| 4 marzo   | AEGON Pro Series Sutton 2013 Sutton, Regno Unito Cemento (indoor) $10,000 Singolare - Doppio                | Stephanie Vogt 3–6, 6–4, 6–3                                     | Carina Witthöft                          | Indy de Vroome Pemra Özgen              | Katharina Lehnert Marina Mel'nikova Sviatlana Pirazhenka Angelica Moratelli   |
| 4 marzo   | AEGON Pro Series Sutton 2013 Sutton, Regno Unito Cemento (indoor) $10,000 Singolare - Doppio                | Anna Fitzpatrick Jade Windley 4–6, 7–6(5), [12–10]               | Martina Borecká Petra Krejsová           | Indy de Vroome Pemra Özgen              | Katharina Lehnert Marina Mel'nikova Sviatlana Pirazhenka Angelica Moratelli   |
| 4 marzo   | Gainesville Tennis Classic 2013 Gainesville, Stati Uniti Terra rossa $10,000 Singolare - Doppio             | Allie Kiick 7–5, 6–1                                             | Kateřina Kramperová                      | Alexandra Mueller Viktorija Tomova      | Dia Evtimova Andrea Benítez Mia Horvit Maria Shishkina                        |
| 4 marzo   | Gainesville Tennis Classic 2013 Gainesville, Stati Uniti Terra rossa $10,000 Singolare - Doppio             | Lindsey Cementoenbergh Noelle Hickey 6–3, 6–4                    | Jan Abaza Nicole Robinson                | Alexandra Mueller Viktorija Tomova      | Dia Evtimova Andrea Benítez Mia Horvit Maria Shishkina                        |
| 11 marzo  | AEGON Pro Series Bath Futures 2013 Bath, Regno Unito Cemento (indoor) $15,000 Singolare - Doppio            | Stephanie Vogt 7–6(5), 6–3                                       | An-Sophie Mestach                        | Tereza Smitková Kristina Barrois        | Sandra Záhlavová Carina Witthöft Laura-Ioana Andrei Alexandra Stevenson       |
| 11 marzo  | AEGON Pro Series Bath Futures 2013 Bath, Regno Unito Cemento (indoor) $15,000 Singolare - Doppio            | Nicola Geuer Lisa Whybourn 6–3, 6–4                              | Viktorija Golubic Julia Kimmelmann       | Tereza Smitková Kristina Barrois        | Sandra Záhlavová Carina Witthöft Laura-Ioana Andrei Alexandra Stevenson       |
| 11 marzo  | Jolie Ville Golf Women's 9 2013 Sharm el-Sheikh, Egitto Cemento $10,000 Singolare - Doppio                  | Darya Lebesheva 6(5)–7, 6–3, 6–0                                 | Lisanne van Riet                         | Zarah Razafimahatratra Melis Sezer      | Dar'ja Mironova Clothilde de Bernardi Franziska König Madara Straume          |
| 11 marzo  | Jolie Ville Golf Women's 9 2013 Sharm el-Sheikh, Egitto Cemento $10,000 Singolare - Doppio                  | Franziska König Sarah-Rebecca Sekulic Walkover                   | Stanislava Hrozenská Alena Poletinová    | Zarah Razafimahatratra Melis Sezer      | Dar'ja Mironova Clothilde de Bernardi Franziska König Madara Straume          |
| 11 marzo  | Open du Havre 2013 Le Havre, Francia Terra rossa (indoor) $10,000 Singolare - Doppio                        | Dar'ja Sal'nikova 6–4, 4–6, 6–2                                  | Giulia Pairone                           | Daniela Seguel Isabella Šinikova        | Cindy Burger Francesca Palmigiano Dejana Raickovic Sherazad Benamar           |
| 11 marzo  | Open du Havre 2013 Le Havre, Francia Terra rossa (indoor) $10,000 Singolare - Doppio                        | Estelle Cascino Isabella Šinikova 0–6, 7–5, [10–5]               | Dejana Raickovic Laura Schäder           | Daniela Seguel Isabella Šinikova        | Cindy Burger Francesca Palmigiano Dejana Raickovic Sherazad Benamar           |
| 11 marzo  | Sree Nidhi ITF $10,000 Womens Tennis Tournament 2013 Hyderabad, India Cemento $10,000 Singolare - Doppio    | Bárbara Luz 4–6, 7–6(5), 7–6(5)                                  | Ankita Raina                             | Rishika Sunkara Varunya Wongteanchai    | Bhuvana Kalva Nidhi Chilumula Prarthana Thombare Prerna Bhambri               |
| 11 marzo  | Sree Nidhi ITF $10,000 Womens Tennis Tournament 2013 Hyderabad, India Cemento $10,000 Singolare - Doppio    | Sharmada Balu Sowjanya Bavisetti 7–5, 5–7, [10–8]                | Michaela Frlicka Tereza Malíková         | Rishika Sunkara Varunya Wongteanchai    | Bhuvana Kalva Nidhi Chilumula Prarthana Thombare Prerna Bhambri               |
| 11 marzo  | Netanya Open 3 2013 Netanya, Israele Cemento $10,000 Singolare - Doppio                                     | Aljaksandra Sasnovič 6–3, 3–6, 6–4                               | Polina Vinogradova                       | Irina Ramialison Polina Lejkina         | Lu Jiajing Ekaterina Tour Lu Jiaxiang Polina Monova                           |
| 11 marzo  | Netanya Open 3 2013 Netanya, Israele Cemento $10,000 Singolare - Doppio                                     | Polina Monova Aljaksandra Sasnovič 6–1, 6–2                      | Lu Jiajing Lu Jiaxiang                   | Irina Ramialison Polina Lejkina         | Lu Jiajing Ekaterina Tour Lu Jiaxiang Polina Monova                           |
| 11 marzo  | Abierto La Asuncion Femenil ITF 2013 Metepec, Messico Cemento $10,000 Singolare - Doppio                    | Marcela Zacarías 6–1, 6–1                                        | Nicole Rottmann                          | Ana Sofía Sánchez Cecilia Costa Melgar  | Parris Todd Al'ona Sotnikova Lenka Wienerová Macall Harkins                   |
| 11 marzo  | Abierto La Asuncion Femenil ITF 2013 Metepec, Messico Cemento $10,000 Singolare - Doppio                    | Macall Harkins Nicole Rottmann 6–3, 6–2                          | Laura Pigossi Marcela Zacarías           | Ana Sofía Sánchez Cecilia Costa Melgar  | Parris Todd Al'ona Sotnikova Lenka Wienerová Macall Harkins                   |
| 11 marzo  | Club de Tenis Chamartín ITF 2013 Madrid, Spagna Terra rossa $10,000 Singolare - Doppio                      | Réka-Luca Jani 6–1, 6–0                                          | Sofija Kovalec                           | Aleksandrina Najdenova Annalisa Bona    | Lucía Cervera Vázquez Despina Papamichail Marina Kačar Marina Šamajko         |
| 11 marzo  | Club de Tenis Chamartín ITF 2013 Madrid, Spagna Terra rossa $10,000 Singolare - Doppio                      | Evgenija Paškova Jana Sizikova 3–6, 6–3, [10–5]                  | Gaia Sanesi Giulia Sussarello            | Aleksandrina Najdenova Annalisa Bona    | Lucía Cervera Vázquez Despina Papamichail Marina Kačar Marina Šamajko         |
| 11 marzo  | GD Tennis Academy 10 2013 Antalya, Turchia Terra rossa $10,000 Singolare - Doppio                           | Cristina Dinu 6–4, 7–6(5)                                        | Lenka Juríková                           | Carolina Pillot Gioia Barbieri          | Nicole Melichar Alona Fomina Natalija Kostić Sofia Shapatava                  |
| 11 marzo  | GD Tennis Academy 10 2013 Antalya, Turchia Terra rossa $10,000 Singolare - Doppio                           | Anamika Bhargava Nicole Melichar 6(7)–7, 6–3, [10–7]             | Alona Fomina Sofia Shapatava             | Carolina Pillot Gioia Barbieri          | Nicole Melichar Alona Fomina Natalija Kostić Sofia Shapatava                  |
| 11 marzo  | ITF Women's Circuit Orlando 2013 Orlando, Stati Uniti Terra rossa $10,000 Singolare - Doppio                | Maša Zec Peškirič 0–6, 6–4, 6–1                                  | Michaela Boev                            | Conny Perrin Kateřina Kramperová        | Viktorija Tomova Jamie Loeb Catalina Pella Dia Evtimova                       |
| 11 marzo  | ITF Women's Circuit Orlando 2013 Orlando, Stati Uniti Terra rossa $10,000 Singolare - Doppio                | Nikola Fraňková Nathalia Rossi 7–5, 2–6, [10–8]                  | Tetjana Arefyeva Kateřina Kramperová     | Conny Perrin Kateřina Kramperová        | Viktorija Tomova Jamie Loeb Catalina Pella Dia Evtimova                       |
| 18 marzo  | City of Ipswich Tennis International 2013 Ipswich, Australia Cemento $25,000 Singolare - Doppio             | Jelena Pandžić 7–5, 2–6, 6–2                                     | Storm Sanders                            | Noppawan Lertcheewakarn Erika Sema      | Sachie Ishizu Junri Namigata Yurika Sema Varatchaya Wongteanchai              |
| 18 marzo  | City of Ipswich Tennis International 2013 Ipswich, Australia Cemento $25,000 Singolare - Doppio             | Noppawan Lertcheewakarn Varatchaya Wongteanchai 4–6, 6–1, [10–8] | Viktorija Rajicic Storm Sanders          | Noppawan Lertcheewakarn Erika Sema      | Sachie Ishizu Junri Namigata Yurika Sema Varatchaya Wongteanchai              |
| 18 marzo  | Innisbrook Women's Open 2013 Innisbrook, Stati Uniti Terra verde $25,000 Singolare - Doppio                 | Julia Glushko 2–6, 6–0, 6–4                                      | Patricia Mayr-Achleitner                 | María Irigoyen Sachia Vickery           | Valerija Solov'ëva Verónica Cepede Royg Laura Pous Tió Mariana Duque Mariño   |
| 18 marzo  | Innisbrook Women's Open 2013 Innisbrook, Stati Uniti Terra verde $25,000 Singolare - Doppio                 | Ashleigh Barty Alizé Lim 6–1, 6–3                                | Paula Cristina Gonçalves María Irigoyen  | María Irigoyen Sachia Vickery           | Valerija Solov'ëva Verónica Cepede Royg Laura Pous Tió Mariana Duque Mariño   |
| 18 marzo  | AEGON Pro Series Sunderland 2013 Sunderland, Regno Unito Cemento (indoor) $15,000 Singolare - Doppio        | Anna-Lena Friedsam 6–2, 7–6(5)                                   | Alison Van Uytvanck                      | Viktorija Golubic Ana Vrljić            | Amy Bowtell Mădălina Gojnea Indy de Vroome Myrtille Georges                   |
| 18 marzo  | AEGON Pro Series Sunderland 2013 Sunderland, Regno Unito Cemento (indoor) $15,000 Singolare - Doppio        | Hilda Melander Sandra Roma 6–0, 6–3                              | Amy Bowtell Lucy Brown                   | Viktorija Golubic Ana Vrljić            | Amy Bowtell Mădălina Gojnea Indy de Vroome Myrtille Georges                   |
| 18 marzo  | Jolie Ville Golf Women's 10 2013 Sharm el-Sheikh, Egitto Cemento $10,000 Singolare - Doppio                 | Melanie Klaffner 6–3, 6–1                                        | Valeria Podda                            | Jillian O'Neill Doroteja Erić           | Sarah-Rebecca Sekulic Kim Grajdek Natália Vajdová Fatma Al-Nabhani            |
| 18 marzo  | Jolie Ville Golf Women's 10 2013 Sharm el-Sheikh, Egitto Cemento $10,000 Singolare - Doppio                 | Kim Grajdek Sylwia Zagórska 6–2, 6–1                             | Beatriz Morales Hernández Andjela Novčić | Jillian O'Neill Doroteja Erić           | Sarah-Rebecca Sekulic Kim Grajdek Natália Vajdová Fatma Al-Nabhani            |
| 18 marzo  | Open GDF SUEZ de Gonesse 2013 Gonesse, Francia Terra rossa (indoor) $10,000 Singolare - Doppio              | Anne Schäfer 6–1, 2–1, rit.                                      | Kateřina Vaňková                         | Ol'ga Savčuk Karin Morgošová            | Laura Thorpe Sina Haas Kinnie Laisné Anastasia Vdovenco                       |
| 18 marzo  | Open GDF SUEZ de Gonesse 2013 Gonesse, Francia Terra rossa (indoor) $10,000 Singolare - Doppio              | Cindy Burger Daniela Seguel 6(6)–7, 6–3, [10–2]                  | Anne Schäfer Kateřina Vaňková            | Ol'ga Savčuk Karin Morgošová            | Laura Thorpe Sina Haas Kinnie Laisné Anastasia Vdovenco                       |
| 18 marzo  | Jubilee Hills International Center Open 2013 Hyderabad, India Cemento $10,000 Singolare - Doppio            | Bárbara Luz 2–6, 6–3, 6–1                                        | Ankita Raina                             | Napatsakorn Sankaew Nidhi Chilumula     | Rishika Sunkara Prarthana Thombare Natasha Palha Prerna Bhambri               |
| 18 marzo  | Jubilee Hills International Center Open 2013 Hyderabad, India Cemento $10,000 Singolare - Doppio            | Natasha Palha Prarthana Thombare 6–1, 6–4                        | Sharmada Balu Sowjanya Bavisetti         | Napatsakorn Sankaew Nidhi Chilumula     | Rishika Sunkara Prarthana Thombare Natasha Palha Prerna Bhambri               |
| 18 marzo  | Kofu International Open Tennis 2013 Kōfu, Giappone Cemento $10,000 Singolare - Doppio                       | Yuuki Tanaka 6–3, 6–1                                            | Hiroko Kuwata                            | Chiaki Okadaue Lee Jin-a                | Chihiro Nunome Yang Zi Eri Hozumi Makoto Ninomiya                             |
| 18 marzo  | Kofu International Open Tennis 2013 Kōfu, Giappone Cemento $10,000 Singolare - Doppio                       | Akari Inoue Hiroko Kuwata 3–6, 7–5, [10–7]                       | Han Na-lae Yang Zi                       | Chiaki Okadaue Lee Jin-a                | Chihiro Nunome Yang Zi Eri Hozumi Makoto Ninomiya                             |
| 18 marzo  | Ciudad de la Raqueta 2013 Madrid, Spagna Terra rossa $10,000 Singolare - Doppio                             | Réka-Luca Jani 2–6, 6–4, 6–4                                     | Bernarda Pera                            | Nastja Kolar Lucía Cervera Vázquez      | Yvonne Cavallé Reimers Tatiana Búa Despina Papamichail Aleksandrina Najdenova |
| 18 marzo  | Ciudad de la Raqueta 2013 Madrid, Spagna Terra rossa $10,000 Singolare - Doppio                             | Lucía Cervera Vázquez Gaia Sanesi 7–5, 6–3                       | Tatiana Búa Arabela Fernández Rabener    | Nastja Kolar Lucía Cervera Vázquez      | Yvonne Cavallé Reimers Tatiana Búa Despina Papamichail Aleksandrina Najdenova |
| 18 marzo  | GD Tennis Academy 11 2013 Antalya, Turchia Cemento $10,000 Singolare - Doppio                               | Eva Fernández Brugués 6–2, 6–0                                   | Ana Bogdan                               | Natalija Kostić Ani Amiraghyan          | Sofia Shapatava Elizaveta Kuličkova Pernilla Mendesová Julija Samuseva        |
| 18 marzo  | GD Tennis Academy 11 2013 Antalya, Turchia Cemento $10,000 Singolare - Doppio                               | Oksana Kalašnikova Ksenia Palkina 6–1, 6–3                       | Anamika Bhargava Nicole Melichar         | Natalija Kostić Ani Amiraghyan          | Sofia Shapatava Elizaveta Kuličkova Pernilla Mendesová Julija Samuseva        |
| 25 marzo  | Open GDF Suez Seine-et-Marne 2013 Croissy-Beaubourg, Francia Cemento indoor $50,000 Singolare - Doppio      | Anne Keothavong 7–6(3), 6–3                                      | Sandra Záhlavová                         | Stéphanie Foretz Gacon Julie Coin       | Ana Savić Maryna Zanevs'ka Akgul Amanmuradova Lesley Kerkhove                 |
| 25 marzo  | Open GDF Suez Seine-et-Marne 2013 Croissy-Beaubourg, Francia Cemento indoor $50,000 Singolare - Doppio      | Anna-Lena Friedsam Alison Van Uytvanck 6–3, 6–4                  | Stéphanie Foretz Gacon Eva Hrdinová      | Stéphanie Foretz Gacon Julie Coin       | Ana Savić Maryna Zanevs'ka Akgul Amanmuradova Lesley Kerkhove                 |
| 25 marzo  | Oaks Club Challenger 2013 Osprey, Stati Uniti Terra verde $50,000 Singolare - Doppio                        | Mariana Duque Mariño 7–6(2), 6–1                                 | Estrella Cabeza Candela                  | Jana Čepelová Kateřina Siniaková        | Sharon Fichman Kristýna Plíšková Julia Cohen Marta Sirotkina                  |
| 25 marzo  | Oaks Club Challenger 2013 Osprey, Stati Uniti Terra verde $50,000 Singolare - Doppio                        | Raquel Kops-Jones Abigail Spears 6–1, 6–3                        | Verónica Cepede Royg Inés Ferrer Suárez  | Jana Čepelová Kateřina Siniaková        | Sharon Fichman Kristýna Plíšková Julia Cohen Marta Sirotkina                  |
| 25 marzo  | Bundaberg Tennis International 2013 Bundaberg, Australia Terra rossa $25,000 Singolare - Doppio             | Viktorija Rajicic 6–4, 6–3                                       | Yurika Sema                              | Sacha Jones Storm Sanders               | Olivia Rogowska Nicha Lertpitaksinchai Nudnida Luangnam Erika Sema            |
| 25 marzo  | Bundaberg Tennis International 2013 Bundaberg, Australia Terra rossa $25,000 Singolare - Doppio             | Jang Su-jeong Lee So-ra 7–6(4), 4–6, [10–8]                      | Miki Miyamura Varatchaya Wongteanchai    | Sacha Jones Storm Sanders               | Olivia Rogowska Nicha Lertpitaksinchai Nudnida Luangnam Erika Sema            |
| 25 marzo  | SEB Tallink Open 2013 Tallinn, Estonia Cemento indoor $25,000 Singolare - Doppio                            | Aljaksandra Sasnovič 7–6(3), 6–2                                 | Nadežda Kičenok                          | Magda Linette Anna Karolína Schmiedlová | Stephanie Vogt Ksenija Lykina Nigina Abduraimova Lisa Whybourn                |
| 25 marzo  | SEB Tallink Open 2013 Tallinn, Estonia Cemento indoor $25,000 Singolare - Doppio                            | Anett Kontaveit Jeļena Ostapenko 2–6, 7–5, [10–0]                | Ljudmyla Kičenok Nadežda Kičenok         | Magda Linette Anna Karolína Schmiedlová | Stephanie Vogt Ksenija Lykina Nigina Abduraimova Lisa Whybourn                |
| 25 marzo  | Circuito Localiza de Tênis Feminino 2013 Ribeirão Preto, Brasile Terra rossa $10,000 Singolare - Doppio     | Beatriz Haddad Maia 7–6, 6–2                                     | Andrea Benítez                           | Montserrat González Laura Pigossi       | Eduarda Piai Nathalia Rossi Varvara Flink Gabriela Cé                         |
| 25 marzo  | Circuito Localiza de Tênis Feminino 2013 Ribeirão Preto, Brasile Terra rossa $10,000 Singolare - Doppio     | Carla Forte Andrea Benítez 7–6(2), 6-1                           | Eduarda Piai Karina Venditti             | Montserrat González Laura Pigossi       | Eduarda Piai Nathalia Rossi Varvara Flink Gabriela Cé                         |
| 25 marzo  | Jolie Ville Golf Women's 11 2013 Sharm el-Sheikh, Egitto Cemento $10,000 Singolare - Doppio                 | Melanie Klaffner 6–1, 6–0                                        | Natela Dzalamidze                        | Jeannine Prentner Doroteja Erić         | Sylwia Zagórska Jillian O'Neill Martina Kubičíková Zuzanna Maciejewska        |
| 25 marzo  | Jolie Ville Golf Women's 11 2013 Sharm el-Sheikh, Egitto Cemento $10,000 Singolare - Doppio                 | Rebecca Peterson Malin Ulvefeldt 6–3, 6–4                        | Alina Micheeva Jillian O'Neill           | Jeannine Prentner Doroteja Erić         | Sylwia Zagórska Jillian O'Neill Martina Kubičíková Zuzanna Maciejewska        |
| 25 marzo  | Asia University International Open Tennis 2013 Nishitama, Giappone Cemento $10,000 Singolare - Doppio       | Yoo Mi 1–6, 6–1, 6–2                                             | Lee Jin-a                                | Chiaki Okadaue Nao Hibino               | Kanae Hisami Akari Inoue Shoko Yamamoto Eri Hozumi                            |
| 25 marzo  | Asia University International Open Tennis 2013 Nishitama, Giappone Cemento $10,000 Singolare - Doppio       | Han Na-lae Kang Seo-kyung 6–4, 6(4)–7, [10–6]                    | Eri Hozumi Makoto Ninomiya               | Chiaki Okadaue Nao Hibino               | Kanae Hisami Akari Inoue Shoko Yamamoto Eri Hozumi                            |
| 25 marzo  | GD Tennis Academy 12 2013 Antalya, Turchia Cemento $10,000 Singolare - Doppio                               | Ellen Allgurin 6–0, 3–6, 6–2                                     | Chantal Škamlová                         | Natalija Kostić Katharina Lehnert       | Victoria Larrière Julija Samuseva Martina Borecká Ani Amiraghyan              |
| 25 marzo  | GD Tennis Academy 12 2013 Antalya, Turchia Cemento $10,000 Singolare - Doppio                               | Oksana Kalašnikova Ksenia Palkina 6–4, 4–6, [10–8]               | Başak Eraydın Abbie Myers                | Natalija Kostić Katharina Lehnert       | Victoria Larrière Julija Samuseva Martina Borecká Ani Amiraghyan              |